# Karakalpakská autonomní sovětská socialistická republika
Karakalpakská autonomní sovětská socialistická republika (rusky Каракалпакская Автономная Советская Социалистическая Республика, uzbecky: Қорақалпоғистон Автоном Совет Социалистлик Республикаси, karakalpacky: Қарақалпақстан Автономиялы Совет Социалистлик Республикасы) byla autonomní republika Uzbecké sovětské socialistické republiky v Sovětském svazu existující v letech 1932 až 1991. Hlavním městem byl Nukus. Republika měla zhruba 1 400 000 obyvatel, převážně uzbecké, karakalpakské a kazašské národnosti.

## Historie
16. února 1925 byla oficiálně vyhlášena Karakalpakská autonomní oblast v rámci Kazašské autonomní sovětské socialistické republiky. Roku 1930 byla autonomní oblast z Kazašské ASSR vyčleněna a podřízena přímo Ruské sovětské federativní socialistické republice. 20. července 1932 se autonomní oblast reorganizovala na autonomní sovětskou socialistickou republiku. Na konci roku 1936 byla Karakalpakská ASSR převedena ze sovětského Ruska pod správu Uzbecké sovětské socialistické republiky. V roce 1991 prošla republika reorganizací a vznikla z ní autonomní Republika Karakalpakstán v rámci nezávislého Uzbekistánu.